# Planococcus halli
Planococcus halli är en insektsart som beskrevs av Ezzat och Harold S. McConnell 1956. Planococcus halli ingår i släktet Planococcus och familjen ullsköldlöss. Inga underarter finns listade i Catalogue of Life.